# Liste de films tournés dans le département des Pyrénées-Atlantiques
Un certain nombre d'œuvres cinématographiques et télévisuelles ont été tournés dans le département des Pyrénées-Atlantiques.
Voici une liste à compléter de films, téléfilms, feuilletons télévisés, films documentaires... tournés dans le département des Pyrénées-Atlantiques classés par commune, lieu de tournage et date de diffusion.
- Haut – A
- B
- C
- D
- E
- F
- G
- H
- I
- J
- K
- L
- M
- N
- O
- P
- Q
- R
- S
- T
- U
- V
- W
- X
- Y
- Z

## A
- Haut – A
- B
- C
- D
- E
- F
- G
- H
- I
- J
- K
- L
- M
- N
- O
- P
- Q
- R
- S
- T
- U
- V
- W
- X
- Y
- Z

- Aéroport de Biarritz-Pays basque
  - 1981 : Hôtel des Amériques d'André Téchiné[1]
  - 2011 : L'amour dure trois ans de Frédéric Beigbeder

- Anglet
  - 1981 : Hôtel des Amériques de André Téchiné[2]
  - 1999 : Le Ciel, les Oiseaux et... ta mère ! de Djamel Bensalah[3]
  - 2011 : L'amour dure trois ans de Frédéric Beigbeder[4]

- Arzacq-Arraziguet
  - 2001-2016 : Famille d'accueil série télévisée de Daniel Janneau et Alain Wermus[5]

- Aydius
  - 2019 : Le Daim de Quentin Dupieux

## B
- Haut – A
- B
- C
- D
- E
- F
- G
- H
- I
- J
- K
- L
- M
- N
- O
- P
- Q
- R
- S
- T
- U
- V
- W
- X
- Y
- Z

- Bedous
  - 2019 : Le Daim de Quentin Dupieux

- Biarritz :

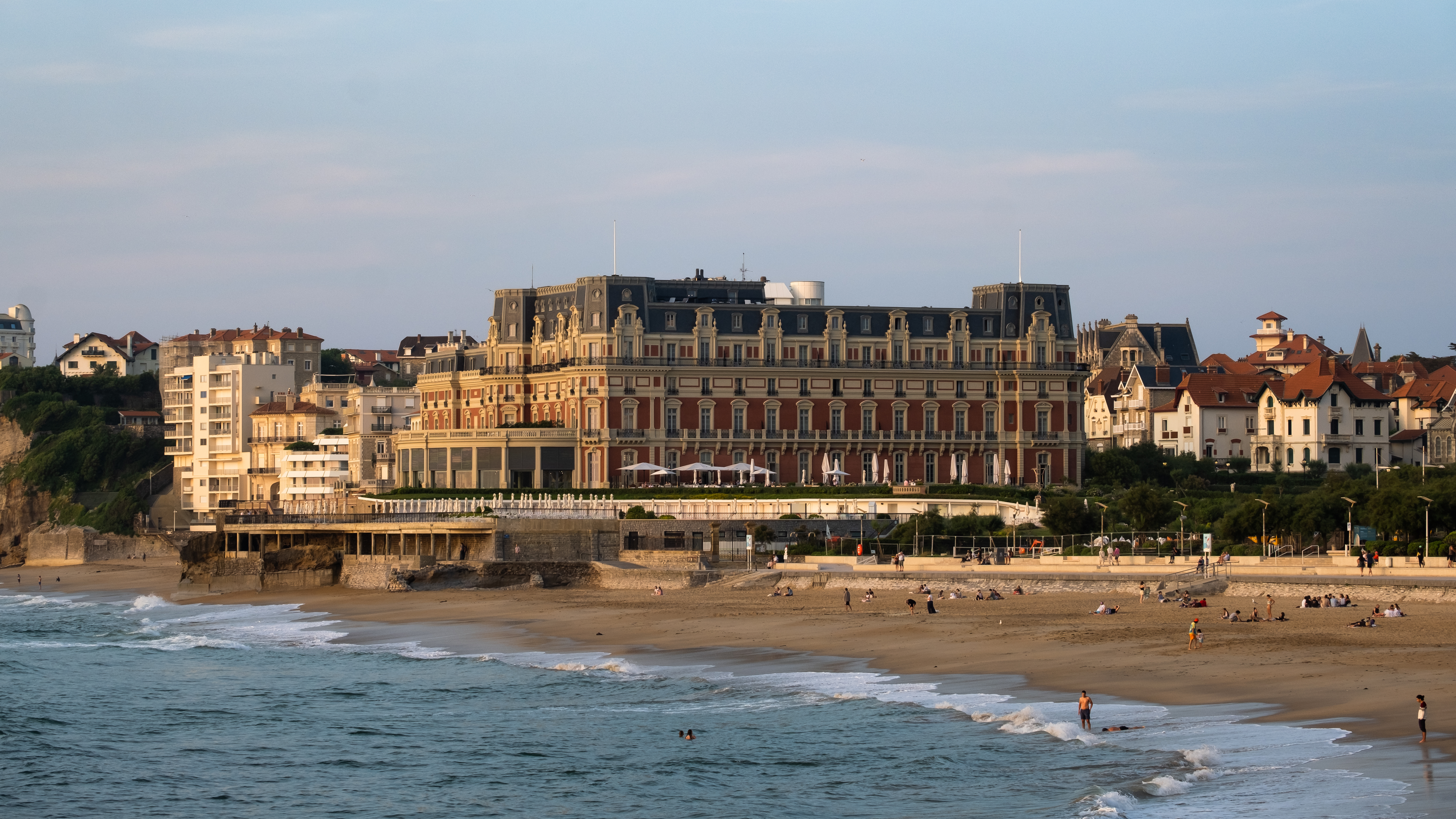
Villa Eugénie à Biarritz

  - 1975 : Le Vieux Fusil de Robert Enrico.
  - 1980 : La Banquière de Francis Girod
  - 1981 : Hôtel des Amériques de André Téchiné[2]
  - 1983 : Mortelle Randonnée de Claude Miller
  - 1984 : Emmanuelle 4 de Francis Leroi[6]
  - 1986 : Le Rayon vert d'Éric Rohmer
  - 1989 : Mes nuits sont plus belles que vos jours d'Andrzej Żuławski
  - 1999 : Le Ciel, les Oiseaux et... ta mère ! de Djamel Bensalah[3]
  - 2000 : Baise-moi, de Virginie Despentes[7]
  - 2000 : La Captive de Chantal Akerman
  - 2002 : Quelqu'un de bien de Patrick Timsit
  - 2004 : Le Cou de la girafe de Safy Nebbou[8]
  - 2004 : Qui perd gagne ! de Laurent Bénégui[9]
  - 2005 : Brice de Nice de James Huth
  - 2005 : Cavalcade de Steve Suissa[10]
  - 2006 : Hors de prix de Pierre Salvadori[11]
  - 2009 : Coco avant Chanel d'Anne Fontaine[12]
  - 2009 : Les Derniers Jours du monde d'Arnaud et Jean-Marie Larrieu
  - 2009 : Chéri de Stephen Frears[13]
  - 2015 : Lolo de Julie Delpy[14]
  - 2019 : Infidèle série télévisée de Didier Le Pêcheur[15]
  - 2019 : Maddy Etcheban de René Manzor

- Biaudos
  - 1981 : Hôtel des Amériques de André Téchiné

- Bidart
  - 1999 : Le Ciel, les Oiseaux et... ta mère ! de Djamel Bensalah[3]

- Bizanos
  - 2014 : Les Combattants de Thomas Cailley[16]

- Borce
  - 2019 : Le Daim de Quentin Dupieux

## C
- Haut – A
- B
- C
- D
- E
- F
- G
- H
- I
- J
- K
- L
- M
- N
- O
- P
- Q
- R
- S
- T
- U
- V
- W
- X
- Y
- Z

- Carresse-Cassaber
  - 2015 : Groland le Gros Métrage de Jules-Edouard Moustic et Benoît Delépine

- Castet
  - 2015 : Kalinka de Vincent Garenq[17]

- Charritte-de-Bas
  - 1995 : Le bonheur est dans le pré d'Étienne Chatiliez[18]

- Ciboure
  - 1983 : Mortelle Randonnée de Claude Miller
  - 1997 : Un amour de sorcière de René Manzor
  - 1999 : Le Ciel, les Oiseaux et... ta mère ! de Djamel Bensalah[3]

## D
- Haut – A
- B
- C
- D
- E
- F
- G
- H
- I
- J
- K
- L
- M
- N
- O
- P
- Q
- R
- S
- T
- U
- V
- W
- X
- Y
- Z

## E
- Haut – A
- B
- C
- D
- E
- F
- G
- H
- I
- J
- K
- L
- M
- N
- O
- P
- Q
- R
- S
- T
- U
- V
- W
- X
- Y
- Z

- Eaux-Bonnes
  - 2019 : Le Daim de Quentin Dupieux (Gourette)[19]

## F
- Haut – A
- B
- C
- D
- E
- F
- G
- H
- I
- J
- K
- L
- M
- N
- O
- P
- Q
- R
- S
- T
- U
- V
- W
- X
- Y
- Z

## G
- Haut – A
- B
- C
- D
- E
- F
- G
- H
- I
- J
- K
- L
- M
- N
- O
- P
- Q
- R
- S
- T
- U
- V
- W
- X
- Y
- Z

- Guéthary
  - 2011 : L'amour dure trois ans de Frédéric Beigbeder[4]

## H
- Haut – A
- B
- C
- D
- E
- F
- G
- H
- I
- J
- K
- L
- M
- N
- O
- P
- Q
- R
- S
- T
- U
- V
- W
- X
- Y
- Z

- Hendaye

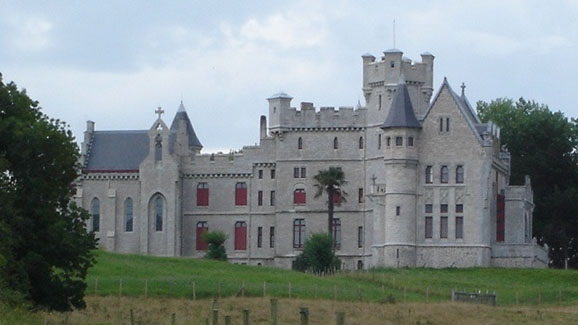
Château d'Abbadia à Hendaye

  - 1983 : Mortelle Randonnée de Claude Miller
  - 1997 : Un amour de sorcière de René Manzor (Château d'Abbadia)
  - 2004 : Le Cou de la girafe de Safy Nebbou[8]
  - 2011 : L'amour dure trois ans de Frédéric Beigbeder
  - 2015 : Lolo de Julie Delpy[14]

## I
- Haut – A
- B
- C
- D
- E
- F
- G
- H
- I
- J
- K
- L
- M
- N
- O
- P
- Q
- R
- S
- T
- U
- V
- W
- X
- Y
- Z

## J
- Haut – A
- B
- C
- D
- E
- F
- G
- H
- I
- J
- K
- L
- M
- N
- O
- P
- Q
- R
- S
- T
- U
- V
- W
- X
- Y
- Z

## K
- Haut – A
- B
- C
- D
- E
- F
- G
- H
- I
- J
- K
- L
- M
- N
- O
- P
- Q
- R
- S
- T
- U
- V
- W
- X
- Y
- Z

## L
- Haut – A
- B
- C
- D
- E
- F
- G
- H
- I
- J
- K
- L
- M
- N
- O
- P
- Q
- R
- S
- T
- U
- V
- W
- X
- Y
- Z

- Lacq
  - 1960 : Contrastes de Jean Dewever et Robert Ménégoz
  - 1966 : La Curée de Roger Vadim[20]
  - 2019 : Le Daim de Quentin Dupieux

- Lanne-en-Barétous
  - 2019 : Le Daim de Quentin Dupieux

- Laruns
  - 2020 : Anya de Ben Cookson

- Lescar
  - 2018 : I Feel Good de Gustave Kervern et Benoît Delépine

- Lées-Athas
  - 2019 : Le Daim de Quentin Dupieux

- Louvie-Juzon
  - 2018 : I Feel Good de Gustave Kervern et Benoît Delépine

## M
- Haut – A
- B
- C
- D
- E
- F
- G
- H
- I
- J
- K
- L
- M
- N
- O
- P
- Q
- R
- S
- T
- U
- V
- W
- X
- Y
- Z

- Mauléon-Licharre
  - 2019 : Le Daim de Quentin Dupieux[19]

- Mourenx
  - 2009 : La Famille Wolberg de Axelle Ropert[21]
  - 2015 : Groland le Gros Métrage de Jules-Edouard Moustic et Benoît Delépine

## N
- Haut – A
- B
- C
- D
- E
- F
- G
- H
- I
- J
- K
- L
- M
- N
- O
- P
- Q
- R
- S
- T
- U
- V
- W
- X
- Y
- Z

- Navarrenx
  - 2005 : Saint-Jacques… La Mecque de Coline Serreau
  - 2019 : Le Daim de Quentin Dupieux[19]

## O
- Haut – A
- B
- C
- D
- E
- F
- G
- H
- I
- J
- K
- L
- M
- N
- O
- P
- Q
- R
- S
- T
- U
- V
- W
- X
- Y
- Z

- Oloron-Sainte-Marie
  - 2009 : La Famille Wolberg de Axelle Ropert[21]
  - 2019 : Le Daim de Quentin Dupieux[19]

- Orthez
  - 2015 : Groland le Gros Métrage de Jules-Edouard Moustic et Benoît Delépine

## P
- Haut – A
- B
- C
- D
- E
- F
- G
- H
- I
- J
- K
- L
- M
- N
- O
- P
- Q
- R
- S
- T
- U
- V
- W
- X
- Y
- Z

- Pau
  - 1964 : Et vint le jour de la vengeance de Fred Zinnemann
  - 2001-2016 : Famille d'accueil série télévisée de Daniel Janneau et Alain Wermus[5]
  - 2012 : Les Gouffres d'Antoine Barraud
  - 2013 : La Grande Boucle de Laurent Tuel[1]
  - 2014 : Au nom de ma fille de Vincent Garenq
  - 2014 : Les Combattants de Thomas Cailley
  - 2014 : Eastern Boys de Robin Campillo
  - 2014 : Les Combattants de Thomas Cailley[16]
  - 2015 : Groland le Gros Métrage de Jules-Edouard Moustic et Benoît Delépine
  - 2015 : Kalinka de Vincent Garenq[17]
  - 2017 : De toutes mes forces de Chad Chenouga
  - 2018 : I Feel Good de Gustave Kervern et Benoît Delépine

## Q
- Haut – A
- B
- C
- D
- E
- F
- G
- H
- I
- J
- K
- L
- M
- N
- O
- P
- Q
- R
- S
- T
- U
- V
- W
- X
- Y
- Z

## R
- Haut – A
- B
- C
- D
- E
- F
- G
- H
- I
- J
- K
- L
- M
- N
- O
- P
- Q
- R
- S
- T
- U
- V
- W
- X
- Y
- Z

## S
- Haut – A
- B
- C
- D
- E
- F
- G
- H
- I
- J
- K
- L
- M
- N
- O
- P
- Q
- R
- S
- T
- U
- V
- W
- X
- Y
- Z

- Saint-Jean-de-Luz
  - 1995 : Le bonheur est dans le pré d'Étienne Chatiliez[18]
  - 1999 : Le Ciel, les Oiseaux et... ta mère ! de Djamel Bensalah[3]
  - 2003 : Le Bleu de l'océan de Didier Albert
  - 2010 : Voir la mer de Patrice Leconte
  - 2017 : Mission Pays basque de Ludovic Bernard

- Saint-Jean-Pied-de-Port

2005 : Saint-Jacques… La Mecque de Coline Serreau
- Salies-de-Béarn
  - 1978 : Va voir maman, papa travaille de François Leterrier[22]
  - 1987 : Le Miraculé de Jean-Pierre Mocky[23]
  - 1995 : Le bonheur est dans le pré d'Étienne Chatiliez[18]
  - 2015 : Groland le Gros Métrage de Jules-Edouard Moustic et Benoît Delépine

- Sarrance
  - 2019 : Le Daim de Quentin Dupieux[19]

- Sare
  - 2017 : Mission Pays basque de Ludovic Bernard

## T
- Haut – A
- B
- C
- D
- E
- F
- G
- H
- I
- J
- K
- L
- M
- N
- O
- P
- Q
- R
- S
- T
- U
- V
- W
- X
- Y
- Z

## U
- Haut – A
- B
- C
- D
- E
- F
- G
- H
- I
- J
- K
- L
- M
- N
- O
- P
- Q
- R
- S
- T
- U
- V
- W
- X
- Y
- Z

- Uzein
  - 2015 : Kalinka de Vincent Garenq[17]

## V
- Haut – A
- B
- C
- D
- E
- F
- G
- H
- I
- J
- K
- L
- M
- N
- O
- P
- Q
- R
- S
- T
- U
- V
- W
- X
- Y
- Z

## W
- Haut – A
- B
- C
- D
- E
- F
- G
- H
- I
- J
- K
- L
- M
- N
- O
- P
- Q
- R
- S
- T
- U
- V
- W
- X
- Y
- Z

## X
- Haut – A
- B
- C
- D
- E
- F
- G
- H
- I
- J
- K
- L
- M
- N
- O
- P
- Q
- R
- S
- T
- U
- V
- W
- X
- Y
- Z

## Y
- Haut – A
- B
- C
- D
- E
- F
- G
- H
- I
- J
- K
- L
- M
- N
- O
- P
- Q
- R
- S
- T
- U
- V
- W
- X
- Y
- Z

## Z
- Haut – A
- B
- C
- D
- E
- F
- G
- H
- I
- J
- K
- L
- M
- N
- O
- P
- Q
- R
- S
- T
- U
- V
- W
- X
- Y
- Z